# Monastero di Frauenberg

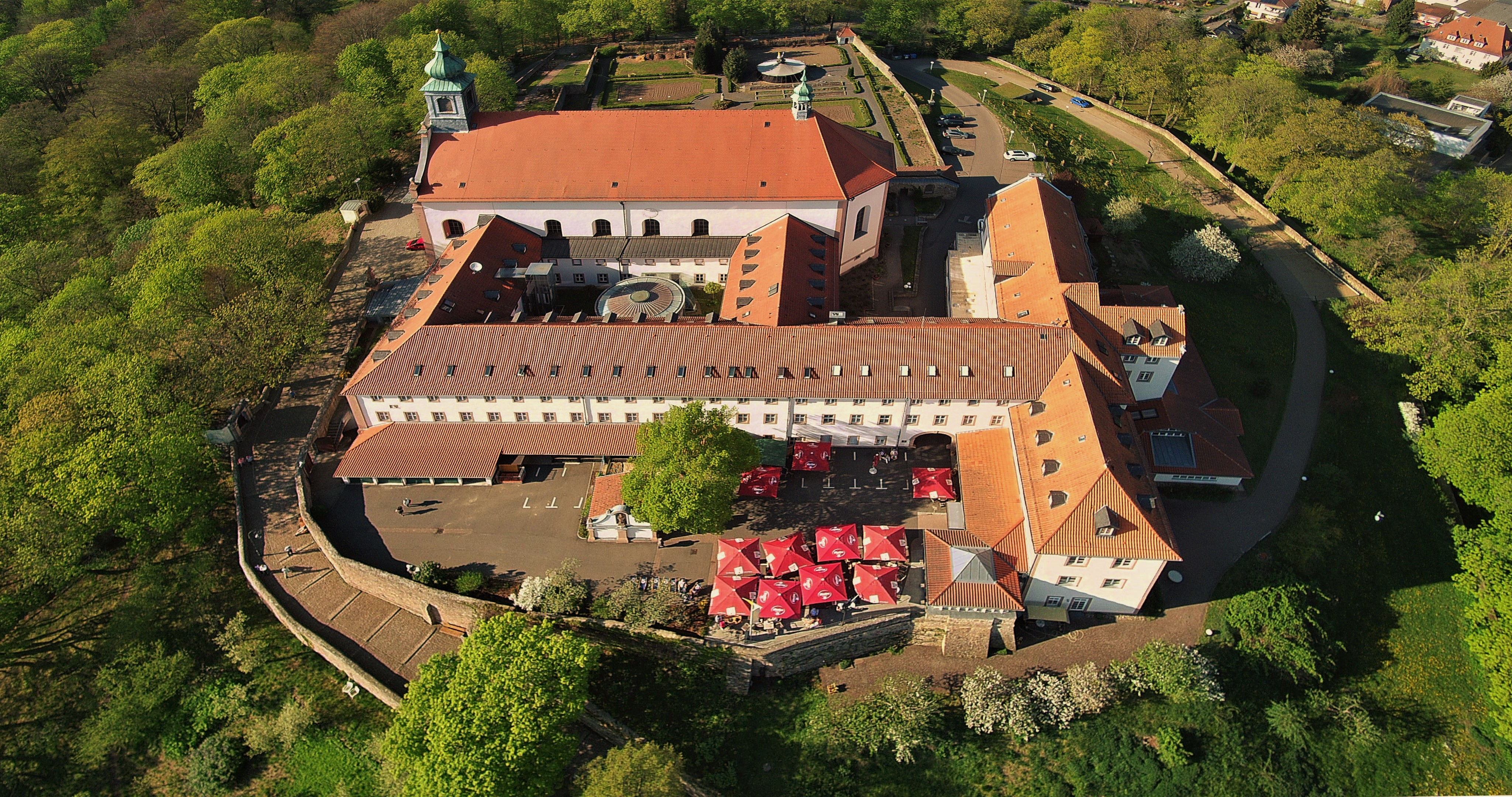
Veduta aerea del complesso del monastero di Frauenberg

Il monastero di Frauenberg (in latino: Conventus Beatae Mariae Virginis in monte Fuldensis) è un monastero francescano (ex benedettino) situato nell'attuale omonima località della città di Fulda, in Germania.

## Storia

### La fondazione

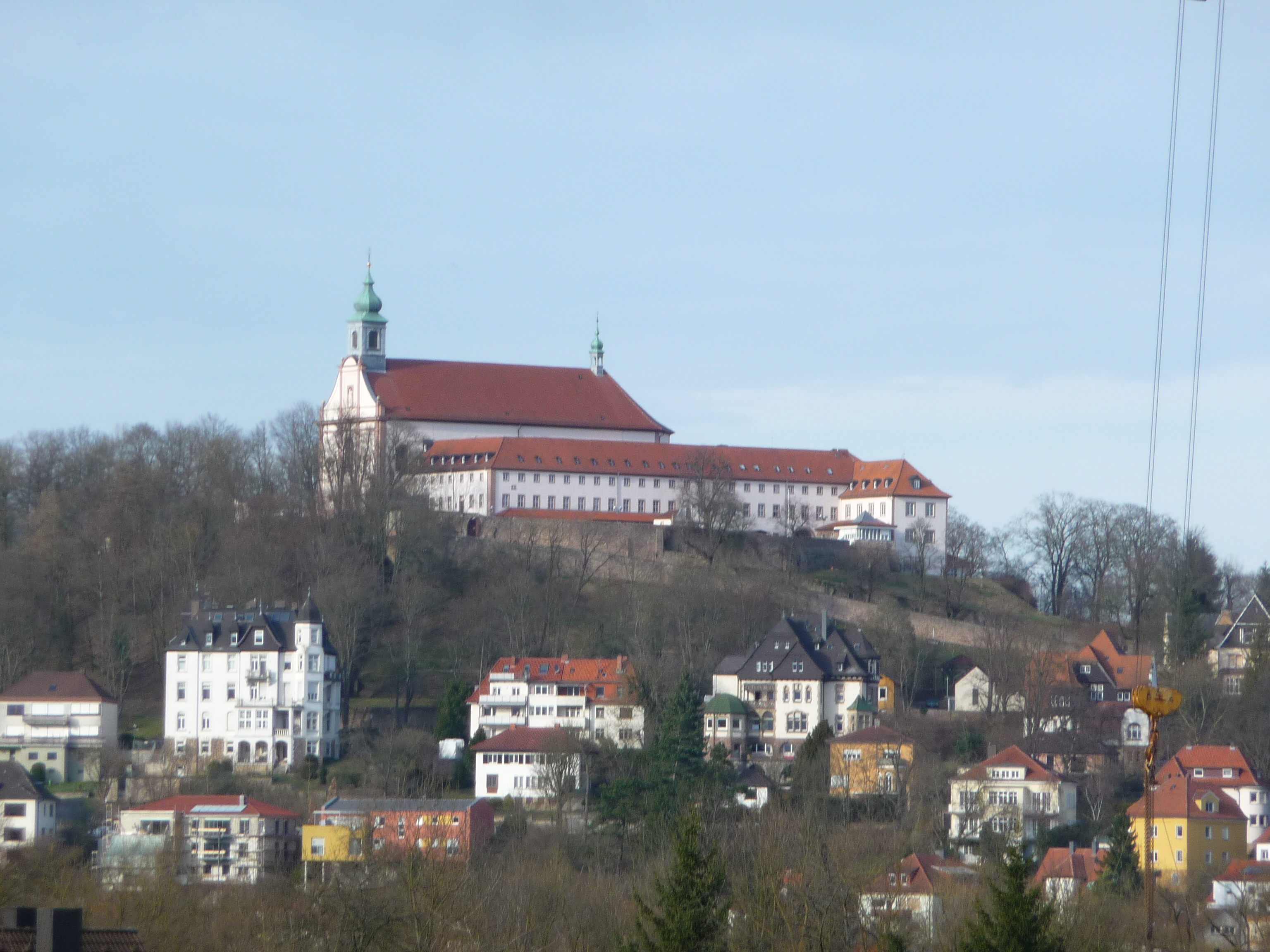
Il monastero sulla cima del Frauenberg da cui il nome

Nel 744 il luogo del monastero di Frauenberg venne fondato da Sturmio di Fulda con l'appoggio del suo maestro e mentore, San Bonifacio. Il sito era normalmente utilizzato da Bonifacio quando era alla ricerca di un luogo eremitico dove studiare le sacre scritture. Egli occasionalmente vi celebrava anche messa su un altare povero all'interno di una chiesa di legno costruita sul sito.
Dopo la morte di Bonifacio in Frisia nel 754, il luogo venne dedicato alla sua memoria prendendo il nome di Bischofsberg ("montagna del vescovo"). L'abate Ratgar (802-817) fece ricostruire la prima chiesa in pietra sul Bischofsberg poiché la primitiva chiesa di legno minacciava di deteriorarsi col passare degli anni. La nuova chiesa, una volta completata nell'809, venne benedetta dal vescovo Riculfo di Magonza e posta sotto il patronato della Madonna su richiesta dello stesso Ratgar. Dato ad ogni modo il luogo isolato nel quale sorgeva la chiesa, Ratgar autorizzò anche la costruzione di un edificio residenziale per i sacerdoti che vi avrebbero officiato la messa per la cura d'anime locale, edificio che venne completato nell'817.

### L'istituzione del monastero
Col tempo, la chiesa sul Bischofsberg divenne scomoda per la comunità di Fulda che decise di trasferire la chiesa parrocchiale al centro della città, tramutando la chiesa sul monte in un monastero filiazione dell'abbazia di Fulda. Venne così costituito un officio di prevostura che rimase in essere sino all'abolizione dell'abbazia territoriale di Fulda con la mediatizzazione del Sacro Romano Impero nel 1802. Poiché la chiesa era subordinata al patronato della Madonna, tra l'XI ed il XII secolo, essa divenne nota come Mons Sanctae Mariae ovvero Marienberg in tedesco, o alternativamente Frauenberg (monte della Signora) da cui appunto il nome attuale.
L'abate Ruggero II (1176–1177) fece rinnovare la chiesa durante il suo mandato, poiché la prevostura locale non disponeva di fondi sufficienti. Poiché l'approvvigionamento idrico per la chiesa sulla montagna era un grosso problema, l'abate Enrico VI di Hohenberg (1315–1353) costruì un pozzo che esiste ancora oggi. Durante il regno di Enrico si ebbe inoltre la prima devastazione sul monte di Frauenberg, quando l'abate decise di schierarsi con papa Giovanni XXII contro il futuro imperatore Ludovico IV del Sacro Romano Impero. Le truppe imperiali bruciarono completamente il monastero di Frauenberg nel 1327. Per ripagarlo dei danni subiti, il papa assegnò anche la parrocchia di Salzschlirf sotto la gestione del prevosto di Frauenberg.
Dopo le riparazioni necessarie, il monastero di Frauenberg venne nuovamente attaccato dai cittadini nel 1331 poiché l'abate Enrico che si nascondeva in loco ed ancora una volta il complesso venne dato alle fiamme. Enrico riuscì ad ogni modo a reprimere la rivolta, ricostruì il monastero di Frauenberg ma questa volta lo fece fortificare. Dopo questi tempi burrascosi, la calma tornò a regnare sul monastero per i successivi 200 anni. Le terre e la struttura del monastero vennero coinvolti nel 1525 nelle guerre contadine in Germania, investendo anche il resto delle terre dell'abbazia di Fulda. Il martedì dopo Pasqua, gli insorti distrussero tutti gli oggetti nel monastero e nella chiesa e poi diedero fuoco agli edifici per la terza volta nella sua storia. I monaci benedettini fuggirono dalla montagna. Il langravio Filippo d'Assia venne in soccorso degli abati, liberando il monastero dalla presenza dei ribelli. Tuttavia, della struttura non rimasero altro che delle rovine e i benedettini decisero di non tornare.

### Ricostruzione e reinsediamento dei francescani

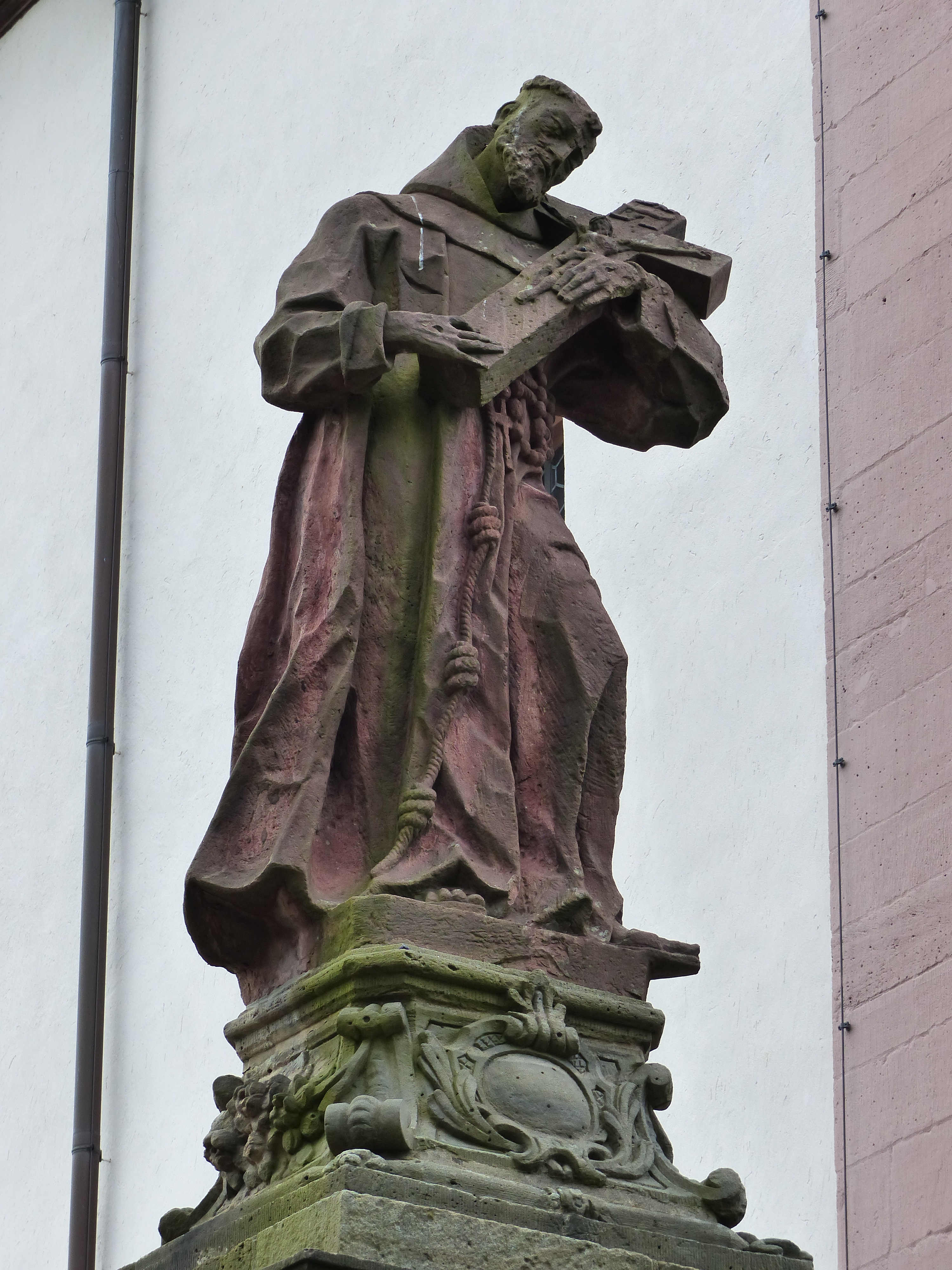
Statua di San Francesco nel complesso del monastero di Frauenberg

Frauenberg rimase allo stato di rovine per cinquant'anni e poi l'abate Balthasar von Dernbach diede ordine di ricostruire il santuario mariano. A causa del suo esilio, tuttavia, la struttura non poté essere del tutto completata. Il principe-abate Friedrich von Schwalbach (1606–1622) riprese i lavori di costruzione e il vescovo ausiliare di Magonza, Christoph Weber (1616–1633), che risiedeva a Erfurt, ne consacrò gli altari. Dopo la ricostruzione degli edifici sul Frauenberg, il principe-abate intendeva restituirlo ad un ordine religioso.
Al fine di riportare la popolazione in seno alla fede cattolica dopo le turbolenze della Riforma protestante, il principe-abate contattò questa volta i francescani di Colonia che, nel 1618, inviarono un gruppo di frati per stabilirsi in loco con l'approvazione del provinciale. Restava ora da chiedersi dove i frati avrebbero potuto stabilirsi, poiché l'antico convento francescano della città di Fulda, edificato nel 1246 proprio dietro la chiesa parrocchiale, era stato nel frattempo ceduto ai Gesuiti. I francescani erano giunti a Fulda per la prima volta nel 1237/1238, ma dovettero lasciare la città intorno al 1550 a causa dei tumulti causati dalla Riforma protestante.
Il 12 febbraio 1620 due frati francescani di Colonia si trasferirono per la prima volta nella Severikirche di Fulda, la quale aveva annesso un piccolo convento in grado di ospitare qualche religioso e così continuò la ricerca di un luogo più adatto ove ospitare i sacerdoti. Il principe abate Friedrich respinse l'idea che i francescani potessero porre la loro abitazione sul Frauenberg, ma dopo la sua morte nel 1622, il suo successore, il principe abate Johann Bernhard Schenk zu Schweinsberg, consegnò solennemente il Frauenberg ai francescani nel marzo 1623. Tre padri, due frati e un laico, si trasferirono al Frauenberg.

### La travagliata storia dei francescani al Frauenberg

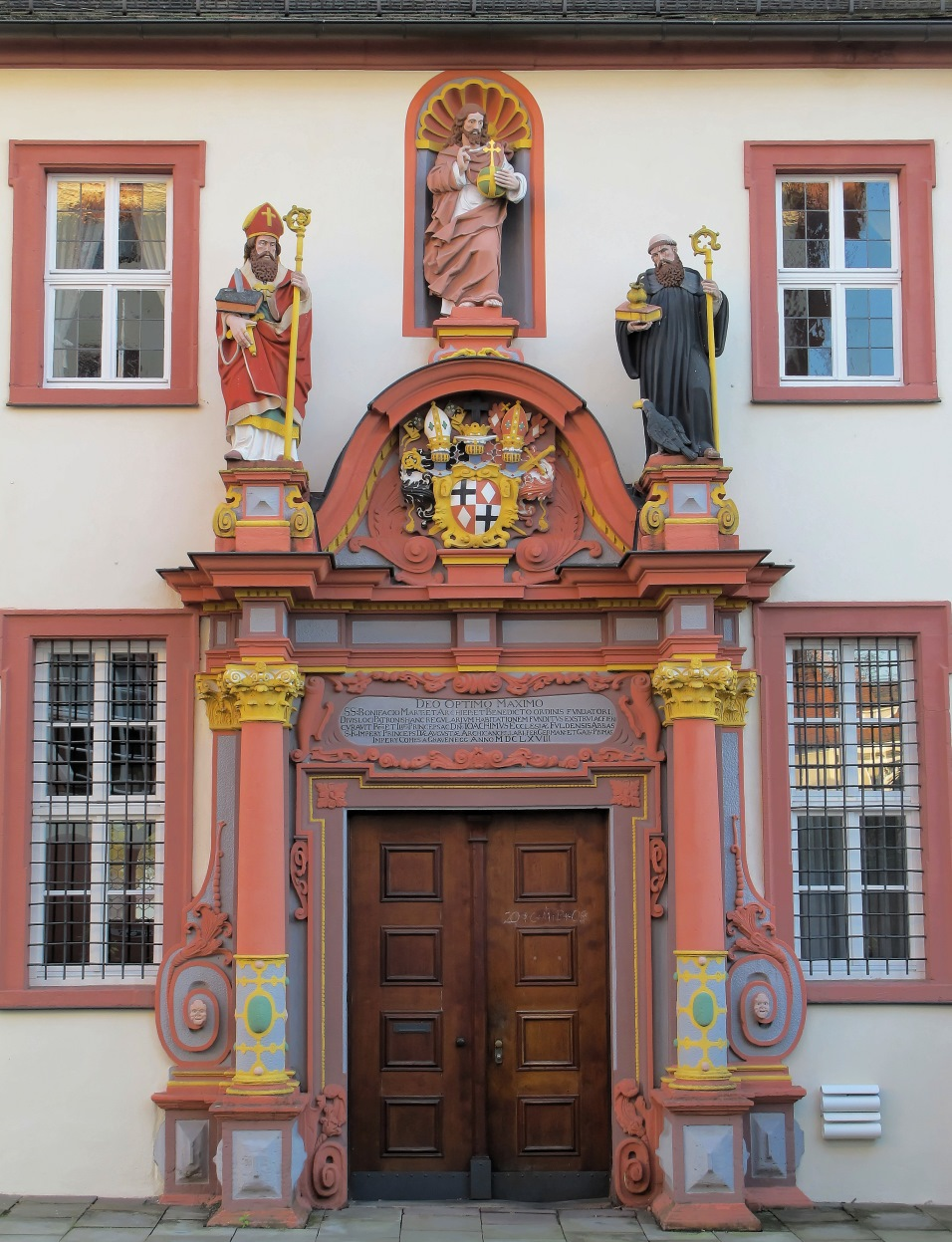
Il portale seicentesco del monastero

L'ufficializzazione della presenza dei francescani al monastero di Frauenberg avvenne solo nel gennaio del 1626 per via di due condizioni che gli abati ritennero necessarie: la prima prevedeva che i francescani si dicessero disponibili ad abbandonare la struttura del convento di Frauenberg senza aver nulla a pretendere se il principe-abate ne avesse avuto bisogno per altri scopi, a patto però che lo stesso principe-abate provvedesse loro un luogo altrettanto adatto dove rimanere in città. La seconda condizione era l'inalienabilità del monastero di Frauenberg, la cui proprietà sarebbe rimasta in capo all'abbazia di Fulda. I francescani, dal canto loro, accettarono queste condizioni sebbene più e più volte ebbero l'occasione di manifestare i loro disagi nel rimanere sul Frauenberg.
Durante la Guerra dei Trent'anni anche Fulda ed il monastero di Frauenberg vennero occupati, saccheggiati e devastati nel 1631. I frati francescani vennero espulsi dal paese nel 1633 e il monastero di Frauenberg divenne proprietà del governo del langraviato d'Assia. Nel 1634, ad ogni modo, il territorio venne riconquistato e riassegnato all'abbazia di Fulda e di conseguenza i francescani poterono fare ritorno al Frauenberg.

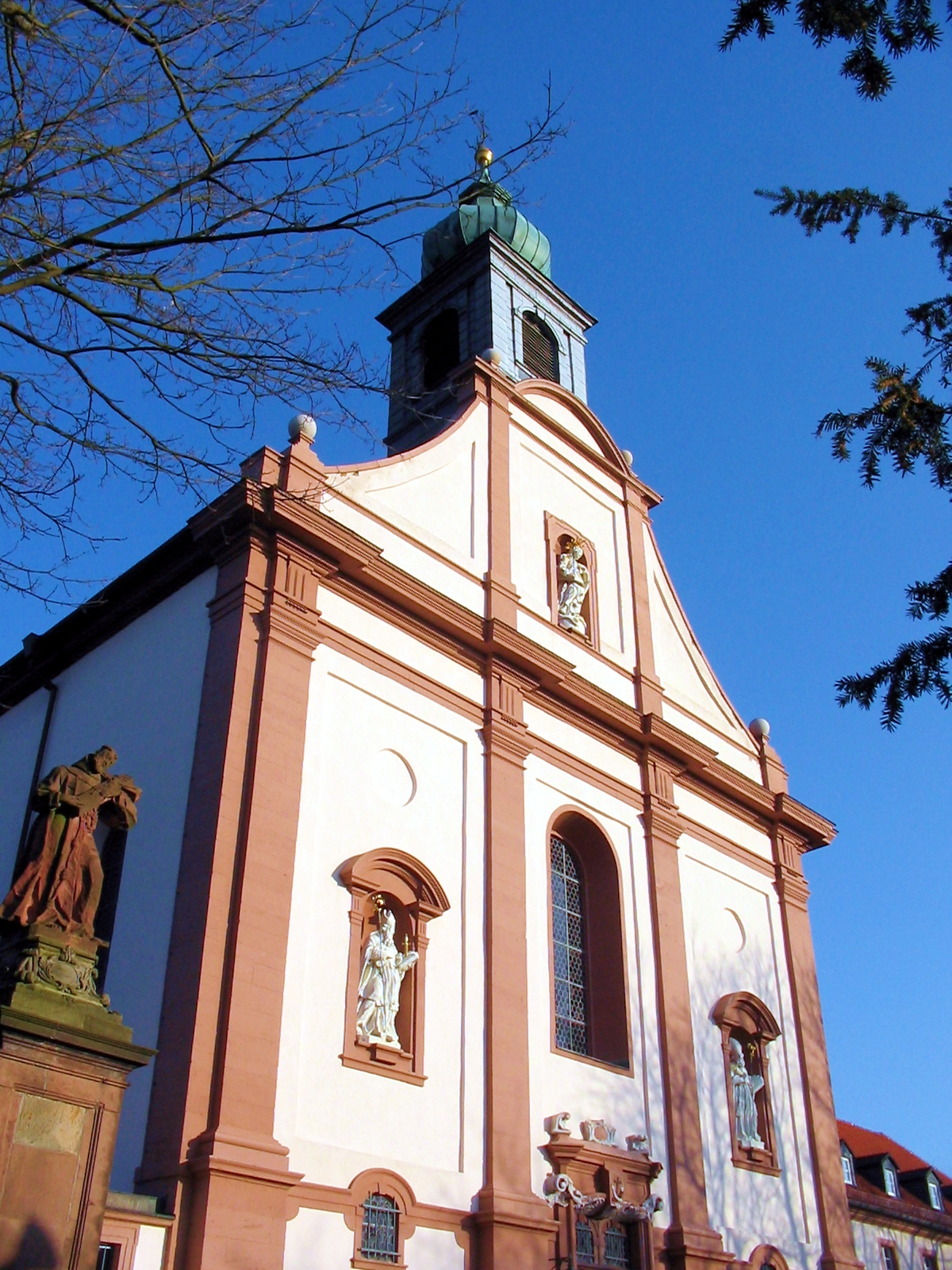
La facciata della chiesa del monastero

Tra il 1737 ed il 1757, i frati francescani intrapresero alcuni lavori di ristrutturazione del monastero e della chiesa. Tuttavia, gran parte dell'edificio venne distrutta da un incendio nel 1757. I frati ricostruirono il tutto pur tra mille difficoltà, lavorando praticamente da soli in assenza di architetti, falegnami, scultori o altre figure di manovalanza. Il tutto fu terminato verso la fine del XVIII secolo, ma già nel 1802, i francescani dovettero affrontare ulteriori problemi: poiché il principe d'Assia-Nassau aveva rilevato il vescovado di Fulda e chiuso uno dopo l'altro i monasteri benedettini e cappuccini dell'area. Tuttavia il monastero di Frauenberg, arroccato sulla montagna, sfuggì a quest'ondata.
Anche l'unificazione dell'Assia-Kassel con la Prussia portò dei miglioramenti, poiché la costituzione prussiana rispettava l'indipendenza della chiesa cattolica. Questo fatto permise al monastero di Frauenberg di espandersi e di rimanere all'attivo, ma venne bloccato dalla Kulturkampf prussiana che, nel maggio del 1875, stabilì con una legge apposita che tutti gli ordini religiosi che non fornivano assistenza infermieristica dovessero espulsi dal suolo prussiano. Così i francescani dovettero rinunciare al loro monastero di Frauenberg. Il 20 ottobre i frati rimasti abbandonarono il sito e la chiesa venne chiusa al culto. Quattro anni dopo, lo stato prussiano offrì alla città di Fulda il monastero di Frauenberg in vendita per la somma di 20.000 marchi, affare che la città accettò. Le porte della chiesa e del monastero furono immediatamente riaperte e nel 1884 i primi quattro frati francescani tornarono al monastero. Ma solo nel 1887 fu loro permesso di vivere di nuovo come comunità religiosa nel monastero.
Fino al 1940 i francescani vissero in pace nel monastero di Frauenberg. In quell'anno il monastero venne però confiscato e nuovamente i francescani dovettero lasciare la struttura e non fu permesso loro di asportare nulla, ad eccezione dei propri vestiti. L'unica concessione loro fatta fu che la chiesa e la sacrestia non sarebbero state confiscate. I confratelli riuscirono a collocarvi diverse preziose statue di santi e oggetti d'arte. I fratelli lasciarono il monastero di Frauenberg nel dicembre 1940 e ricevettero poi l'ordine di lasciare l'Assia-Nassau. Tra il gennaio ed il febbraio del 1941, all'ex monastero si insediò una scuola delle SS che venne poi trasferita a Praga nel 1942. Da quel momento in poi e sino al 1944, la struttura ospitò parte dell'ospedale di Fulda. Durante i bombardamenti su Fulda nel settembre del 1944, il monastero di Frauenberg venne miracolosamente risparmiato.
Gli americani liberarono Fulda nella Pasqua del 1945 e l'ospedale al monastero venne chiuso a giugno di quello stesso anno. Così il monastero di Frauenberg fu di nuovo libero e si decise che dovesse tornare ai suoi antichi diritti. Così i frati francescani tornarono ad officiare ed a vivere nel monastero.
Dopo la guerra, il numero dei frati continuò ad aumentare ed il monastero divenne luogo di formazione per la provincia dell'ordine. Dagli anni '60 del XX secolo, ad ogni modo, vi fu un'inflessione nel numero dei confratelli presenti, ma malgrado ciò nel 1973/74 fu restaurata la chiesa, ricostituita l'antica biblioteca e allestito un ricovero per anziani e malati.
Dal 1999 al 2004 il monastero è stato completamente rinnovato e ristrutturato, adattandolo alle esigenze dei pochi frati francescani per i quali i locali erano divenuti persino troppo grandi e dispendiosi da mantenere. A tale scopo venne costruita una foresteria presso il monastero per ospitare turisti e pellegrini.
Alla fine del 2020, la direzione provinciale francescana decise di mettere all'asta la biblioteca del monastero (oltre 150.000 volumi) e di vendere parte delle sue proprietà perché il suo mantenimento divenne troppo dispendioso. In particolare la vendita della biblioteca, per quanto non ricca di opere particolarmente antiche, destò la preoccupazione di molti esperti nel campo e per questo motivo la città di Fulda con la biblioteca universitaria locale, quella comunale e altre istituzioni si impegnarono per riacquistare alcune tra le pubblicazioni più importanti, antecedenti al 1850.

## La chiesa

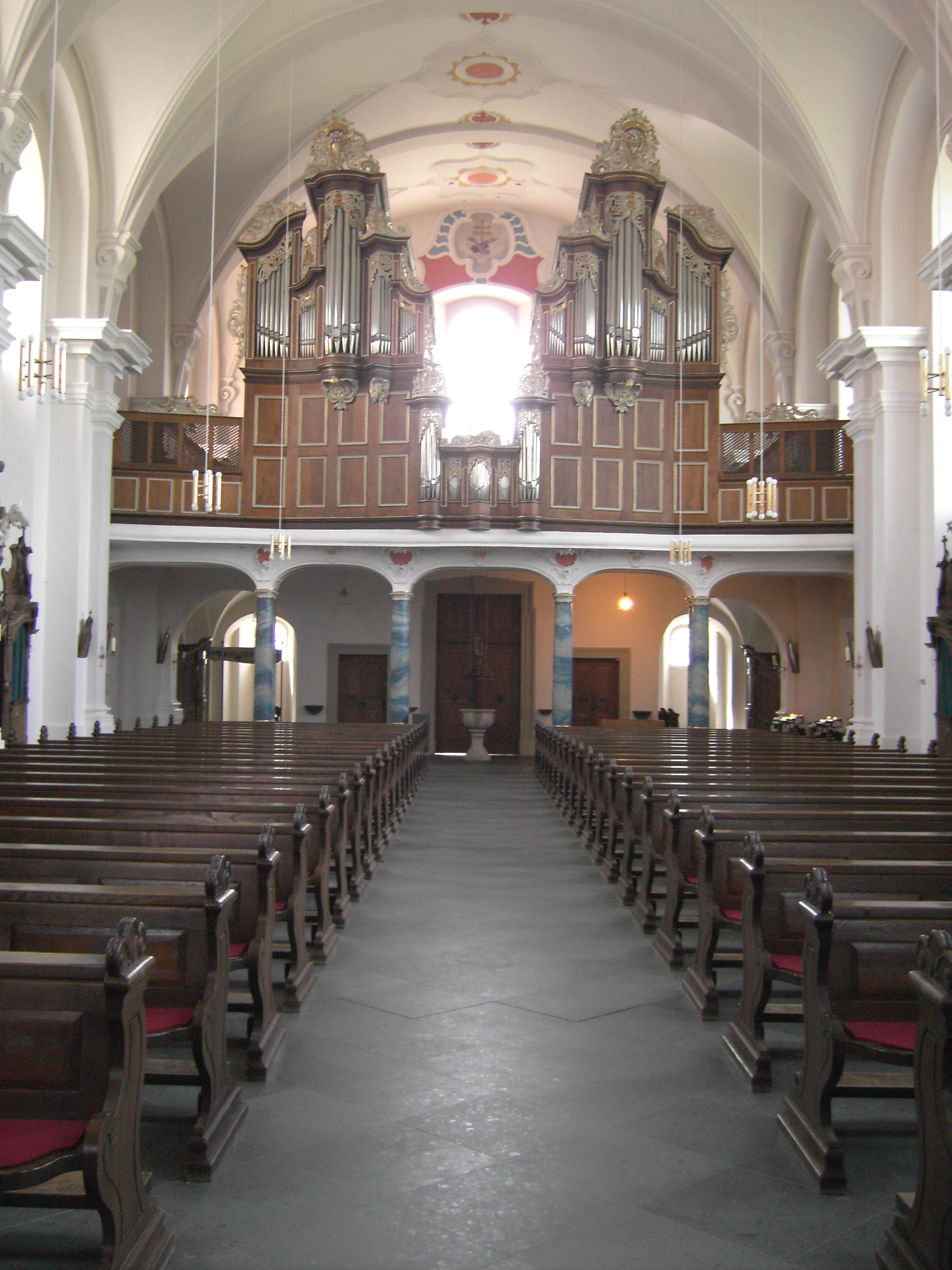
L'organo della chiesa

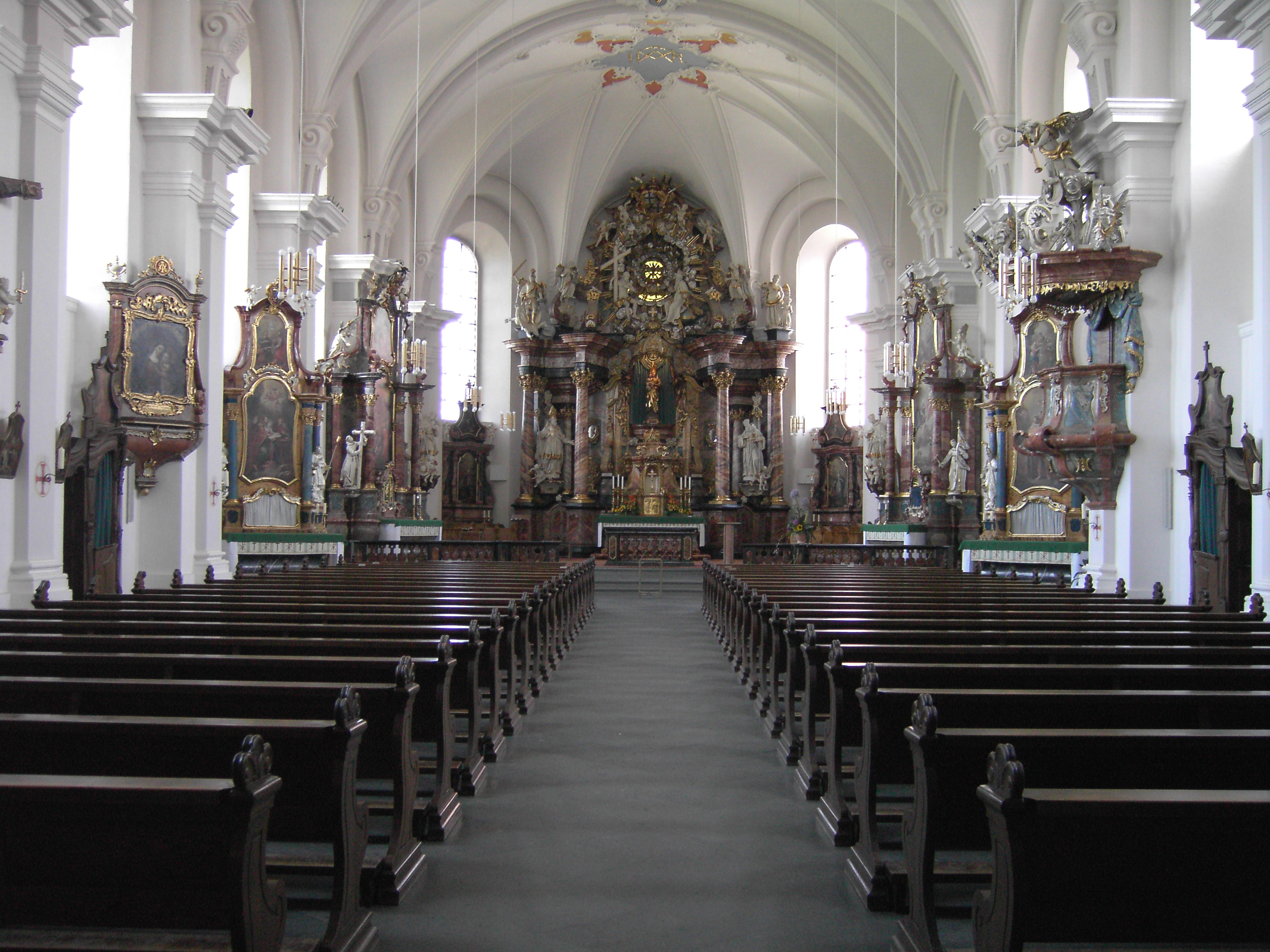
L'interno della chiesa con sullo sfondo l'altare maggiore

La chiesa del monastero nelle sue forme attuali è stata ricostruita in stile tardo barocco dopo l'incendio del 1757, con lavori nel periodo compreso tra il 1758 ed il 1763. I frati francescani realizzarono personalmente l'intera struttura in assenza di architetti o artigiani specializzati, il che permise loro di progettare la chiesa secondo i loro canoni. Il francescano frà Cornelius Schmitt si occupò della direzione dei lavori alla chiesa del monastero di Frauenberg. Elaborò il progetto di una chiesa con sei altari laterali, mentre quello principale venne progettato da frà Hyazinth Wiegand. Le figure vennero disegnate da frà Wenzelaus Marx. I quadri all'interno della chiesa e sugli altari vennero realizzati dal pittore Johann Andreas Herrlein. La consacrazione della chiesa ebbe luogo il 10 luglio 1763 ad opera del vescovo ausiliare di Fulda, Konstantin Schütz von Holzhausen.
La chiesa del monastero è lunga circa 50 metri e larga 16 ed è a navata unica. L'organo si trova sopra l'ingresso, sulla cantoria. Presso l'abside si trova l'altare maggiore, che riempie l'intera parete. Al centro si trova la statua della Madonna, sopravvissuta indenne all'incendio del 1757. Nel 1949 la fonderia di campane Otto di Brema-Hemelingen fuse le tre campane di bronzo del campanile del monastero, accordate in bemolle, con un diametro rispettivamente di 970 mm, 864 mm e 770 mm.

## Il cimitero del monastero

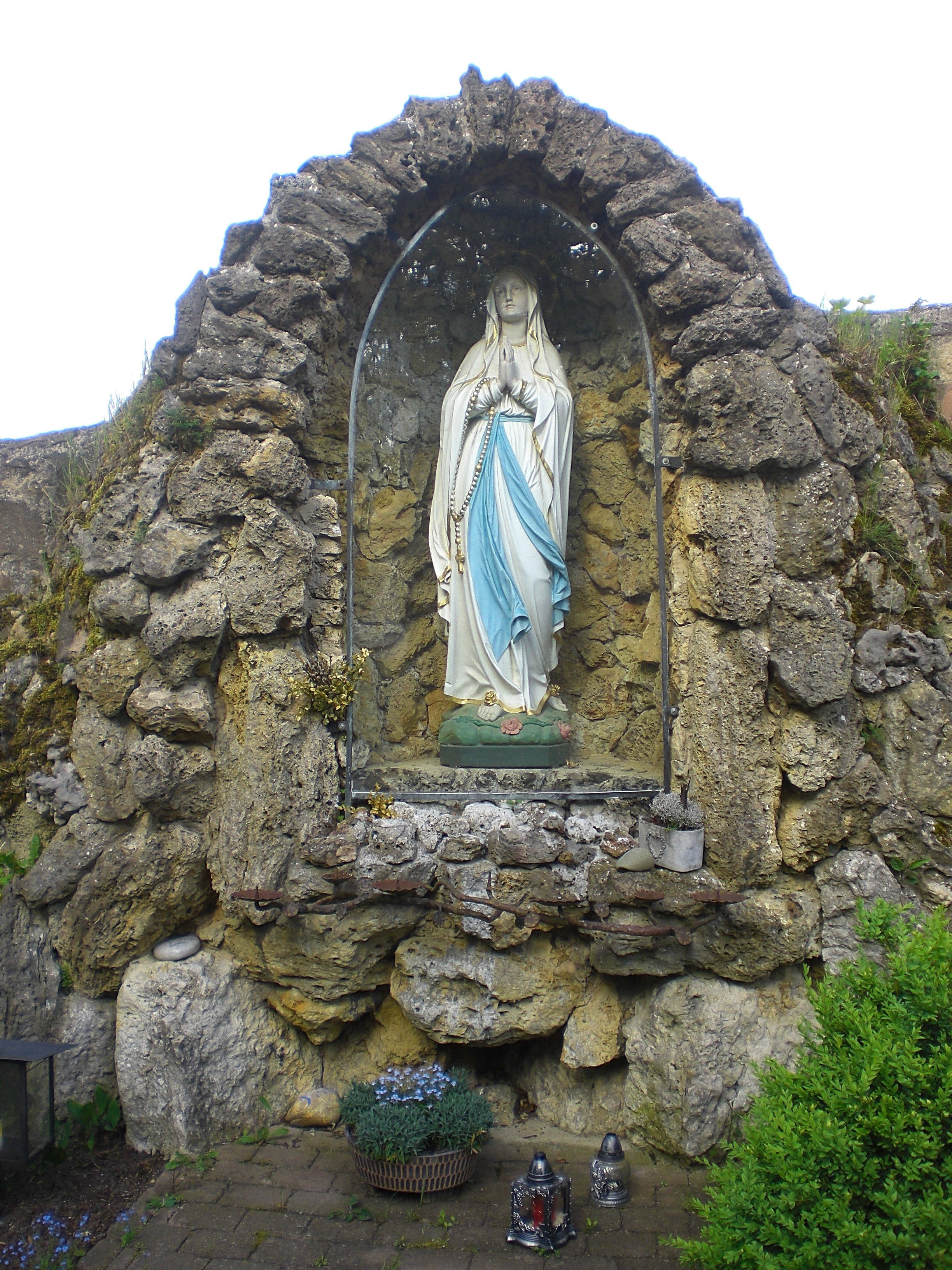
L'ingresso al cimitero del monastero con la grotta della Madonna di Lourdes

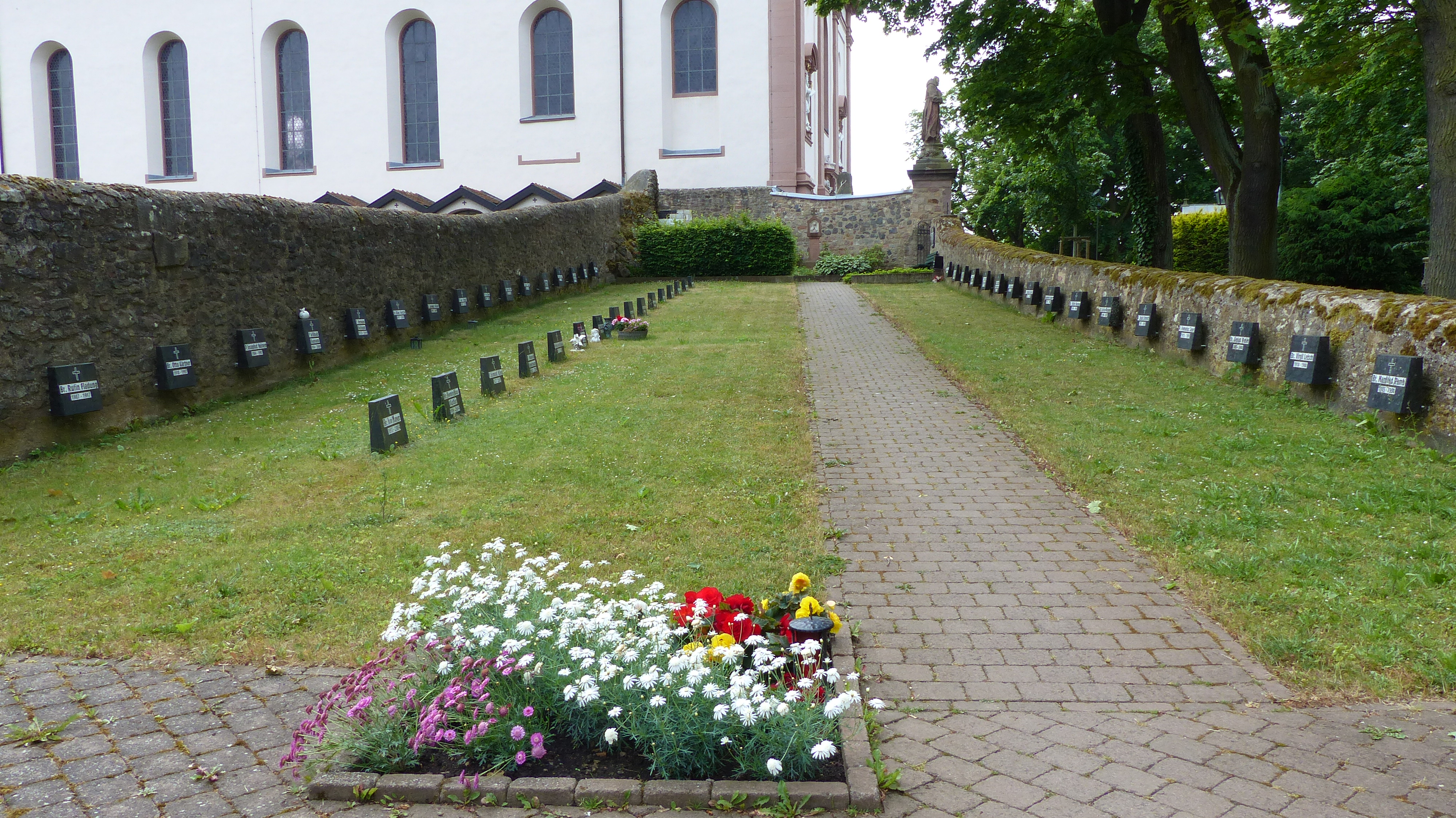
Il cimitero dei francescani.

Accanto alla chiesa, nascosto dietro le alte mura del monastero, si trova il cimitero dei frati francescani. L'ingresso è decorato dalla presenza di una grotta mariana dedicata alla madonna di Lourdes. Attorno si trovano le tombe dei frati francescani defunti nel complesso.

## Il giardino del monastero

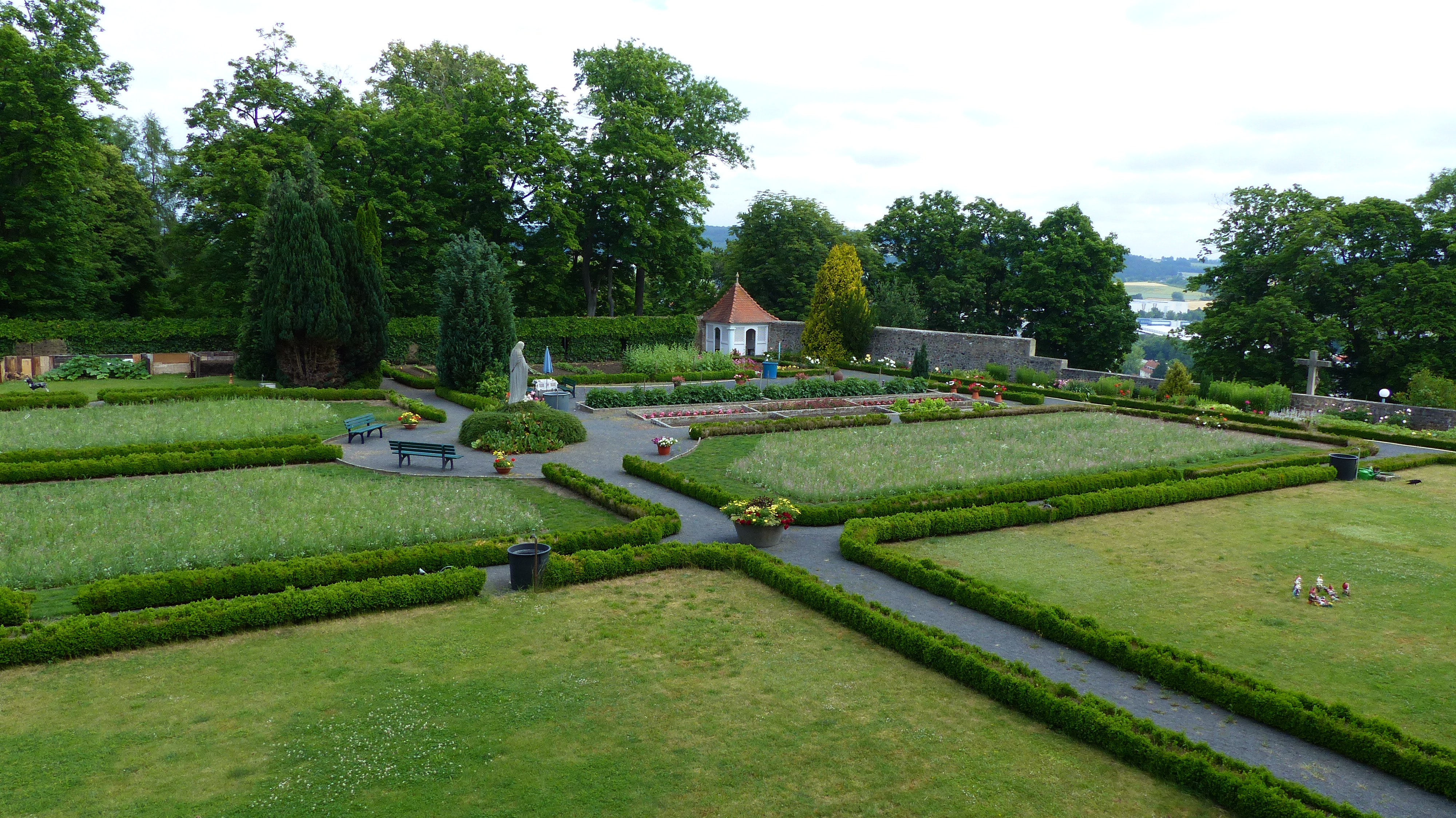
Il giardino del monastero

Accanto alla chiesa, nascosto dietro un alto muro, si trova l'ampio giardino del monastero, che ora è accessibile a tutti i visitatori a Frauenberg. Il giardino, come l'intero complesso monastico, risale al periodo barocco e per molti decenni è servito alla comunità religiosa come orto e giardino ornamentale, ma anche come luogo spirituale di preghiera e silenzio.

## La foresteria

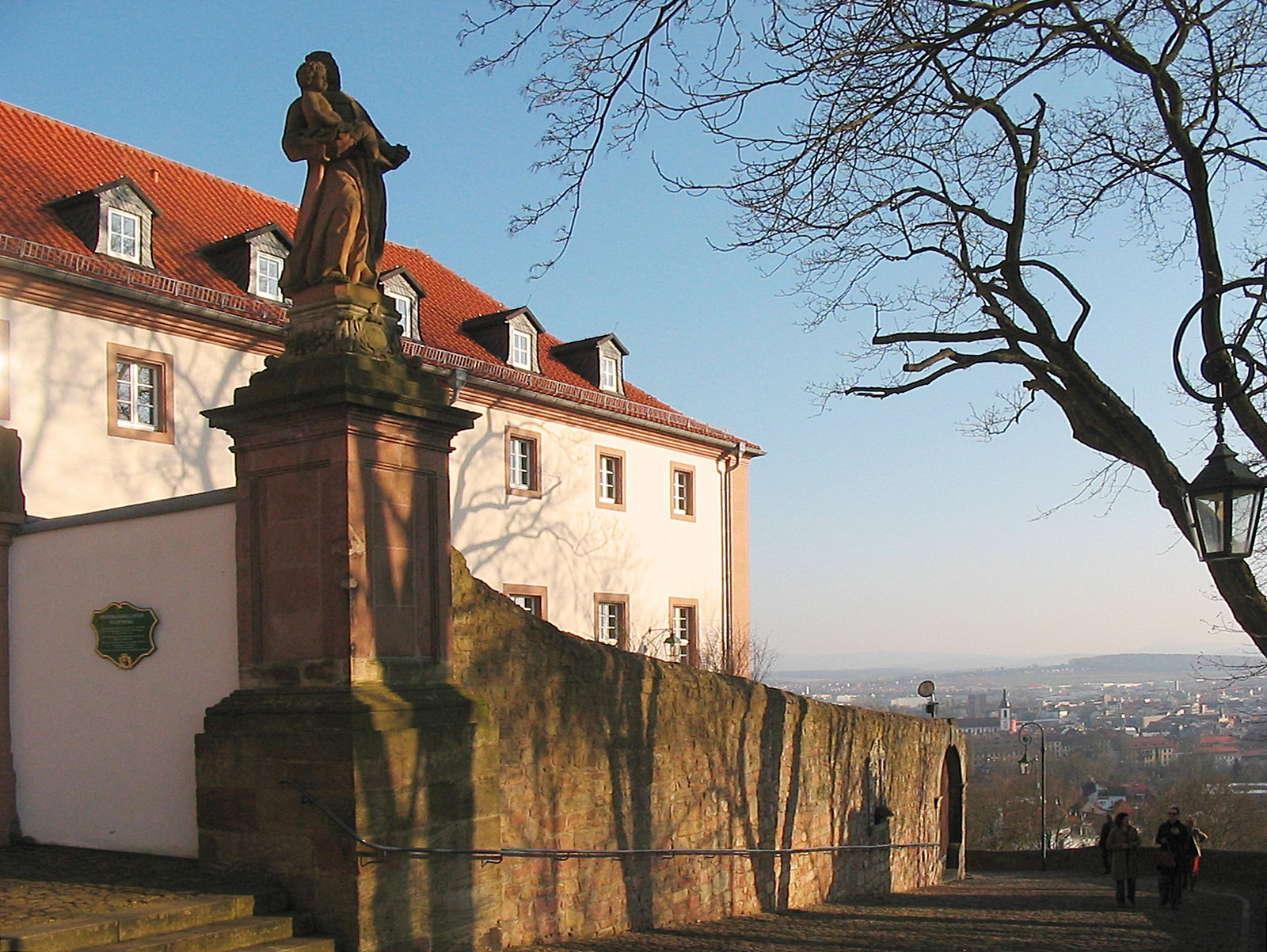
La foresteria del monastero

Costituita in occasione dei lavori di restauro del complesso tra il 1999 ed il 2004, la foresteria del monastero rappresenta oggi una delle entrate principali del complesso con la possibilità di affittare sino a 21 tra camere singole e doppie, oltre a sale per conferenze, cerimonie, concerti musicali e ritiri spirituali.